# ラブトキシック
ラブトキシック(Lovetoxic)は、株式会社ナルミヤ・インターナショナルが展開する服飾ブランドである。

## 概要
主に12歳から15歳：中学生を中心としたローティーンの女児向けに展開される。商品のデザインはアメリカンカジュアル・ロック・ガーリッシュなど、スポーツ＆カジュアルテイストが多い。

## 歴代ラブトキガール

### 活動モデル
2025年度（4期）
- みうみ
- じゅり
- Rinrin
- ゆきな
- ひなた

### OG
2022年度（1期）
- 桜井えま
- 石井心寧
- シアンジェニ
- 戸澤未徠

2023年度（2期）
- そら
- にじ
- なつみ
- ここみ

2024年度（3期）
- 白浜あや
- 浅井アヤネ
- 宮沢友
- 新森二愛
- 田村芽瑠

## 主なイメージモデル経験者
近年はnicola専属モデル（ニコ㋲）から抜擢されることが多く、基本的に1年毎に交替される。
- 伊藤夏帆 - 2009年度~2010年度
- 藤麻理亜 - 2011年度~2013年度
- 岡本夏美 - 2014年度
- 中村里帆 - 2015年度
- 山本優奏 - 2016年度
- 青島妃菜 - 2017年度
- 南沙良 - 2018年度
- 青井乃乃 - 2019年度
- 町田恵里那 - 2020年度
- 深尾あむ -2021年度
- 宮本和奏-2022年度